# Federica Spitzer
Federica (Fritzi) Spitzer (* 14. März 1911 in Wien; † 25. Mai 2002 in Lugano) war eine österreichische Überlebende des Holocaust, Schriftstellerin und Aktivistin.

## Leben
Federica (Fritzi) Spitzer kam als einziges Kind ihrer Eltern Ella und Leopold Spitzer (Kinobetreiber) als Fritzi Spitzer 1911 in Wien auf die Welt. Aus einfachen Verhältnissen kommend, musste sie nach der Pflichtschule zum Familieneinkommen beitragen und arbeitete als Chefsekretärin in einem Verlag.

### Verfolgung und Deportation
Der Anschluss von Österreich an das Deutsche Reich 1938 verschlechterte die ökonomische und soziale Stellung der jüdischen Familie. Anfangs konnte Fritzi Spitzer, ohne ihre jüdische Identität preis zu geben, in einem Handschuh-Atelier arbeiten, wurde aber dann enttarnt und fand Arbeit als Krankenschwester im Rothschild-Spital in Wien. Eigentlich war sie durch ihre Arbeit im Spital vor der Deportation geschützt, gab diesen Schutzstatus aber freiwillig auf, als ihre Eltern auf die Transportliste nach Theresienstadt kamen. Am 2. Oktober 1943 wurden Fritzi, Ella und Leopold Spitzer in das Ghetto Theresienstadt deportiert.

### Befreiung und Nachkriegszeit im Tessin
Spitzer und ihre Eltern gehörten zu den 1200 jüdischen Menschen, die aufgrund der Vermittlung des Schweizer Bundesrates und Aussenministers Jean-Marie Musy am 5. Februar 1945 in einem Zug das Ghetto Theresienstadt in die Schweiz verlassen konnten (Vereinbarung Himmler–Musy). Von den insgesamt 1300 Menschen, die zusammen mit ihnen von Wien nach Theresienstadt deportiert worden waren, überlebten nur 147 Menschen.
In Lugano lebte sie anfangs im Flüchtlingszentrum in Paradiso.
Spitzer engagierte sich in ihrer neuen Heimat für geflüchtete Menschen und Kriegsopfer und berichtete in Schulen als Augenzeugin von den Verbrechen des Holocaust. Sie war aktiv in der Women’s International Zionist Organisation und veröffentlichte ihre Erinnerungen an das Leben im Ghetto Theresienstadt. Das Buch wurde auch auf Deutsch übersetzt und erschien unter dem Titel Verlorene Jahre zusammen mit dem Augenzeugenbericht von Ruth Weisz im ersten Band der Reihe Bibliothek der Erinnerung.

## Ehrungen
- 2016 wurde in Lugano eine Strasse nach ihr benannt: Via Federica Spitzer, Zeugin des Holocaust.[7]
- Denkmal im Garten der Gerechten in Lugano im Park Ciani am Ufer des Luganersees.[5]

## Ausstellung
- Biblioteca cantonale di Lugano, 23 aprile – 19 maggio 2007:  Federica Spitzer: Dal lager di Theresienstadt al rifugio luganese.[8][9]